# George Gruntz
George Paul Gruntz (Bazel, 24 juni 1932 – Allschwil, 10 januari 2013) was een Zwitserse jazzpianist, componist, arrangeur en orkestleider.

## Biografie
George Gruntz was na de studie aan het conservatorium in Bazel vanaf 1956 werkzaam voor Radio Basel als pianist en arrangeur. In 1958 werd hij internationaal bekend als lid van de Newport International Band op het Newport Jazz Festival, waar hij ook speelde met Louis Armstrong.
Tijdens de jaren 1960 werkte Gruntz (o.a. in de band van Kurt Weil) talrijke Europese tournees af en begeleidde hij als pianist Dexter Gordon, Roland Kirk, Donald Byrd, Lee Konitz, Chet Baker, Johnny Griffin, Gerry Mulligan en Art Farmer. In 1962 was hij met de zangeres Helen Merrill in Japan. In 1964 was zijn eerste grote platensucces met Jazz goes Baroque en een eerste grote samenwerking met de componist Rolf Liebermann (Expo 64, Schweizer Landesausstellung). In 1965 voegde hij zich bij Flavio Ambrosetti en leidde hij eigen trio's. Vervolgens initieerde hij twee vroege ethnojazz-producties: het Basler Sticksland-concert met Basler-trommelaars en -fluitisten, drummers en blazers uit de jazz en het succesvolle Noon in Tunisia (1967) met Tunesische bedoeïenenmuziek. De Basler trommelaars en fluitisten combineerde hij in 1974 met Schotse trommelaars, doedelzakspelers en jazz. In 1968 en 1969 toerde hij met Phil Woods en diens European Rhythm Machine.
In 1971 kwam in samenwerking met Franco Ambrosetti een eerste werk met eigen bigband. In 1972 volgde met Flavio en Franco Ambrosetti, Daniel Humair en Gérard Lüll de formatie van The Band, waaruit in 1978 The George Gruntz Concert Jazz Band GG-CJB werd, waarin Alan Skidmore, Sheila Jordan, Dave Bargeron en Ray Anderson zijn arrangementen speelden en die uitgezonderd Australië alle werelddelen bereisden, waaronder in 1992 ook China en Hongkong, in 1996 Rusland en in 1997 Egypte (met Burhan Öçal). Als enige Europese bigband plaatste ze zich in de wereldwijde criticipolls van het Amerikaanse jazzvaktijdschrift DownBeat meer dan tien keer ononderbroken op de bovenste plaatsen.
In 1973 formeerde Gruntz de Piano Conclave, die tijdens hun optredens telkens zeven van de leidende Europese pianisten Wolfgang Dauner, Jasper van 't Hof, Joachim Kühn, Adam Makowicz, Fritz Pauer, Martial Solal, Gordon Beck en Gruntz verbonden. In 1977 speelde hij met de drummers Pierre Favre, Jack DeJohnette, Fredy Studer, Dom Um Romão en David Friedman als Percussion Profiles tijdens het Monterey Jazz Festival. Gruntz werkte voorts vaak samen met de trompettist Franco Ambrosetti, vanaf 1984 met Uschi Brüning en in 1985 met de muzikanten van het door hem mede opgerichte Swiss Jazz Pool. Vanaf 1989 speelde Gruntz ook in trioformaat met Mike Richmond en Adam Nussbaum, met wie hij het livealbum Serious Fun opnam voor Enja Records.
Al tijdens de jaren 1960 werkte hij samen met de componisten Rolf Liebermann, Earle Brown en Hans Werner Henze. Gruntz componeerde meerdere toneelwerken en oratoria. De Parijse opera belastte Gruntz in 1973 met de compositie van een World Jazz Opera, welke in 1982 in het LaMama-theater in New York in gedeelten in première ging. Het werk ontstond in samenwerking met de Afro-Amerikaanse dichter Amiri Baraka (LeRoi Jones). Met de dichter Allen Ginsberg componeerde hij Cosmopolitan Greetings, die regisseur Robert Wilson in 1988 in Hamburg opvoerde. Als verdere jazzopera ontstond in 2003 The Magic of Flute (libretto: Peter O. Chotjewitz) en in 2007 de balletmuziek Milk and Honey (theater in Bazel).
Gruntz schreef ook filmmuziek voor o.a. Hannes Schmidhauser (Seelische Grausamkeit, 1960, die hij inspeelde met Barney Wilen, Marcel Peerers, Raymond Court, K.T. Geier, Kenny Clarke) en voor Franz Peter Wirth (Ein Mann im schönsten Alter, 1963), Johannes Schaaf (Tätowierung, 1967), Peter Lilienthal (Malatesta, 1970, Die Sonne angreifen, 1971), Bernhard Wicki (Karpfs Karriere, Das falsche Gewicht, 1971 en Die Eroberung der Zitadelle, 1977) en Fred Haines (Der Steppenwolf, 1974).
George Gruntz werkte vaak als gastdirigent van radiobigbands (NDR, WDR), maar ook van symfonieorkesten (o.a. Orchestre de la Suisse Romande) in Europa en vanaf 1992 met de Big Band de Lausanne (Yvan Ischer). Van 1970 tot 1984 was hij muzikaal leider van het Zürcher Schauspielhaus, van 1972 tot 1994 artistiek leider van de Berliner Jazztage (Farewell-concert met de GG-CJB, Elvin Jones, Erika Stucky en Joe Henderson). 
In 1991 werkte Gruntz tijdens het Montreux Jazz Festival samen met Miles Davis en Quincy Jones. In 1993 kwam het tot een concert tegen racisme (Jazz gegen rechts) bij RIAS Berlijn. In 1994 ontstonden opnamen voor Raybone in New York met de GG-CJB feat. Ray Anderson en met Europa-tournee met het Ray Anderson Quartet. Er volgde het begin van de samenwerking met Erika Stucky en vanaf 1995 met Dino Saluzzi, in 1996 met Fab Four (kwartet van de drummer Fabian Kuratli), in 1997 met Burhan Öçal (later in een trio met Matthieu Michel), in 1999 met Thierry Lang (Piano-Twins) en in 2005 met Tobias Preisig.
In 1997 was Gruntz composer in residence tijdens het festival Young Artist in Concert in Davos, in 2001/2002 artist in residence tijdens het Yehudi Menuhin-Festival in Gstaad. Daar trad hij tijdens de opvolgende jaren op met Daniel Schnyder (ook uitgebreid met de cimbalist Rudolf Lutz en de violist Volker Biesenbender). Hij gaf ook talrijke soloconcerten en realiseerde met de GG-CJB zijn laatste Europese tournee, waarop met Dig My Trane in 2012 uiteindelijk een Coltrane-project volgde met de NDR Big Band en het laatste Montreux-optreden en eind november 2012 de laatste reis naar New York en de opname News Reel Matters met de GG-CJB.  Met James Gruntz en Tobias Preisig gaf George Gruntz op 22 augustus 2012 in Baden zijn laatste concert.

## Onderscheidingen
In 1995 werd hij onderscheiden met het Kruis van Verdienste I. Klasse in de Orde van Verdienste van de Bondsrepubliek Duitsland.

## Overlijden
George Gruntz overleed in januari 2013 op 80-jarige leeftijd.

## Filmografie
- 1963: Seelische Grausamkeit
- 1964: Ein Mann im schönsten Alter
- 1967: Tätowierung
- 1970: Malatesta
- 1971: Das falsche Gewicht
- 1971: Die Sonne angreifen
- 1971: Karpfs Karriere
- 1974: The Steppenwolf
- 1977: Die Eroberung der Zitadelle

## Publicaties
- Als weißer Neger geboren. Ein Leben für den Jazz. Corvus, Berneck 2002, ISBN 3-9522460-1-8 (autobiografie).

- Bibsys: 11084455
- Bibliothèque nationale de France: cb13894766n (data)
- Gemeinsame Normdatei: 116901217
- Historisch woordenboek van Zwitserland: 020594
- International Standard Name Identifier: 0000 0001 0996 8083
- Library of Congress Control Number: n96033575
- MusicBrainz: a0e5522f-8ba6-497d-8c65-c482e52b008e
- Nationale bibliotheek van Australië: 35531468
- Nationale Bibliotheek van Israël: 987007337470505171
- Nederlandse Thesaurus van Auteursnamen: 097849235
- Système universitaire de documentation: 156251752
- Theaterlexikon der Schweiz: George_Gruntz
- Virtual International Authority File: 88075667
- WorldCat: E39PBJrrvghvBRGw7W3pV8D6rq